# Михеенки (Псковская область)
Михеенки — деревня в Печорском районе Псковской области России. Входит в состав сельского поселения «Лавровская волость».
Расположена на правом берегу реки Лидва, в 3,5 км к востоку от волостного центра, деревни Лавры и в 36 км к югу от райцентра, города Печоры.

## Население
Численность населения деревни по оценке на конец 2000 года составляла 10 жителей.
| 2001 | 2002 | 2010 |
| ---- | ---- | ---- |
| 10   | ↘6   | ↘4   |